# Cybergymnasiet
Cybergymnasiet är ett gemensamt varumärke för tre gymnasieskolor i Göteborg, Malmö och Stockholm.
De tre skolorna delar namn och deras verksamhet bygger på samma grundkoncept. De har också sina lokala proﬁler som utformas av eleverna och personalen samt lokala förutsättningar. Cybergymnasiet utbildar årligen cirka 3 000 elever i Sverige.
Skolorna ägdes tidigare av Grejger Fjell och Gösta Rydell men de sålde skolorna 2011 eftersom de gick i pension. 
Friskolorna ägdes därefter från 2011 av aktiebolaget PPS AB som ägs av RE Education AB, vars majoritetsägare är riskkapitalbolaget Riverside Europe Fund IV LP. 2020 köpte skolkoncernen AcadeMedia Cybergymnasiet och har ägt Cybergymnasiet sedan dess.

## Historik
År 2000 startades Cybergymnasiet i Nacka Strand, som ligger strax söder om Stockholm av Greger Fjell, som tidigare var organisationens styrelseordförande. Syftet var att skapa en gymnasieutbildning som har mycket god undervisning som passar ungdomarnas behov. Gösta Rydell var tidigare koncernens VD.
Under det första året hade Cybergymnasiet 120 elever på programmen el-, medie-, naturvetenskaps-, samhällsvetenskaps- och teknikprogrammet med flera nationella inriktningar.
- 2001 – med ökande antal sökande, flyttade Cybergymnasiet över till Kvarnen Tre Kronor på Kvarnholmen. Programutbudet utökades med Estetprogrammet.
- 2002 – den första årskullen tog studenten. På hösten samma år startades Cybergymnasiet i Göteborg med 120 elever i lokaler vid Masthugget. Till hösten året därpå flyttade denna skola till nya lokaler vid Järntorget, som en följd av ökande antal studerande.
- 2005 – etablerades Cybergymnasiet i Malmö, på Östra Kanalgatan alldeles intill gågatan.
- 2006 – tillkom Cybergymnasiet Odenplan på Norrtullsgatan i Stockholms innerstad.
- 2008 – flyttade Cybergymnasiet Kvarnholmen till Vanadisvägen i Stockholms innerstad och ändrade namn till Cybergymnasiet Odenplan Norr. Samtidigt byter skolan på Norrtullsgatan namn till Cybergymnasiet Odenplan Söder.
- 2010 – flyttade Cybergymnasiet Odenplan Söder in i lokalerna på Vanadisvägen och de båda skolorna utgör sedan dess Cybergymnasiet Odenplan.

## Statistik

### Cybergymnasiet i Göteborg
|                           | Antal lärare per 100 elever 2012 | Lärare med pedagogisk examen 2012 |
| ------------------------- | -------------------------------- | --------------------------------- |
| Cybergymnasiet i Göteborg | 6,5                              | 74,1%                             |
| Genomsnitt för Göteborg   | 6,4                              | 81,3                              |
| Genomsnitt för Sverige    | 8,2                              | 77,5%                             |

Källa: http://www.gymnasium.se/skola/cybergymnasiet-goteborg-994

### Cybergymnasiet i Malmö
|                        | Antal lärare per 100 elever 2011 | Lärare med pedagogisk examen 2011 |
| ---------------------- | -------------------------------- | --------------------------------- |
| Cybergymnasiet i Malmö | 5,1                              | 76,1                              |
| Genomsnitt för Malmö   | 7,5                              | 77,7                              |
| Genomsnitt för Sverige | 8,1                              | 77,1%                             |

Källa: http://www.gymnasium.se/skola/cybergymnasiet-malmo-1941

### Cybergymnasiet i Stockholm
|                            | Antal lärare per 100 elever 2011 | Lärare med pedagogisk examen 2011 |
| -------------------------- | -------------------------------- | --------------------------------- |
| Cybergymnasiet i Stockholm | 5                                | 78,6%                             |
| Genomsnitt för Stockholm   | 6,7                              | 73,6%                             |
| Genomsnitt för Sverige     | 8,1                              | 77,1%                             |

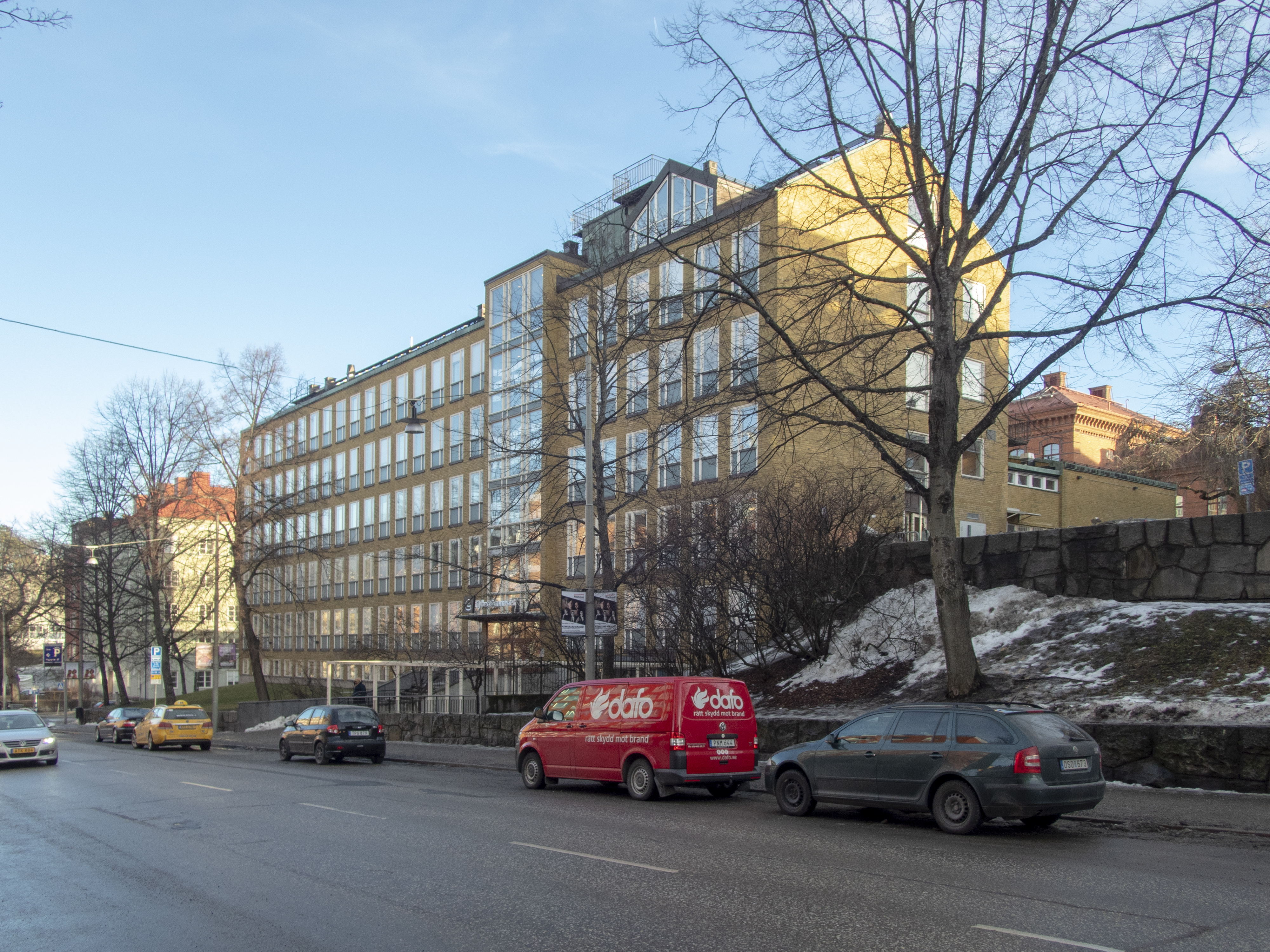
Skolbyggnaden vid Vanadisvägen

källa: http://www.gymnasium.se/skola/cybergymnasiet-stockholm-1942

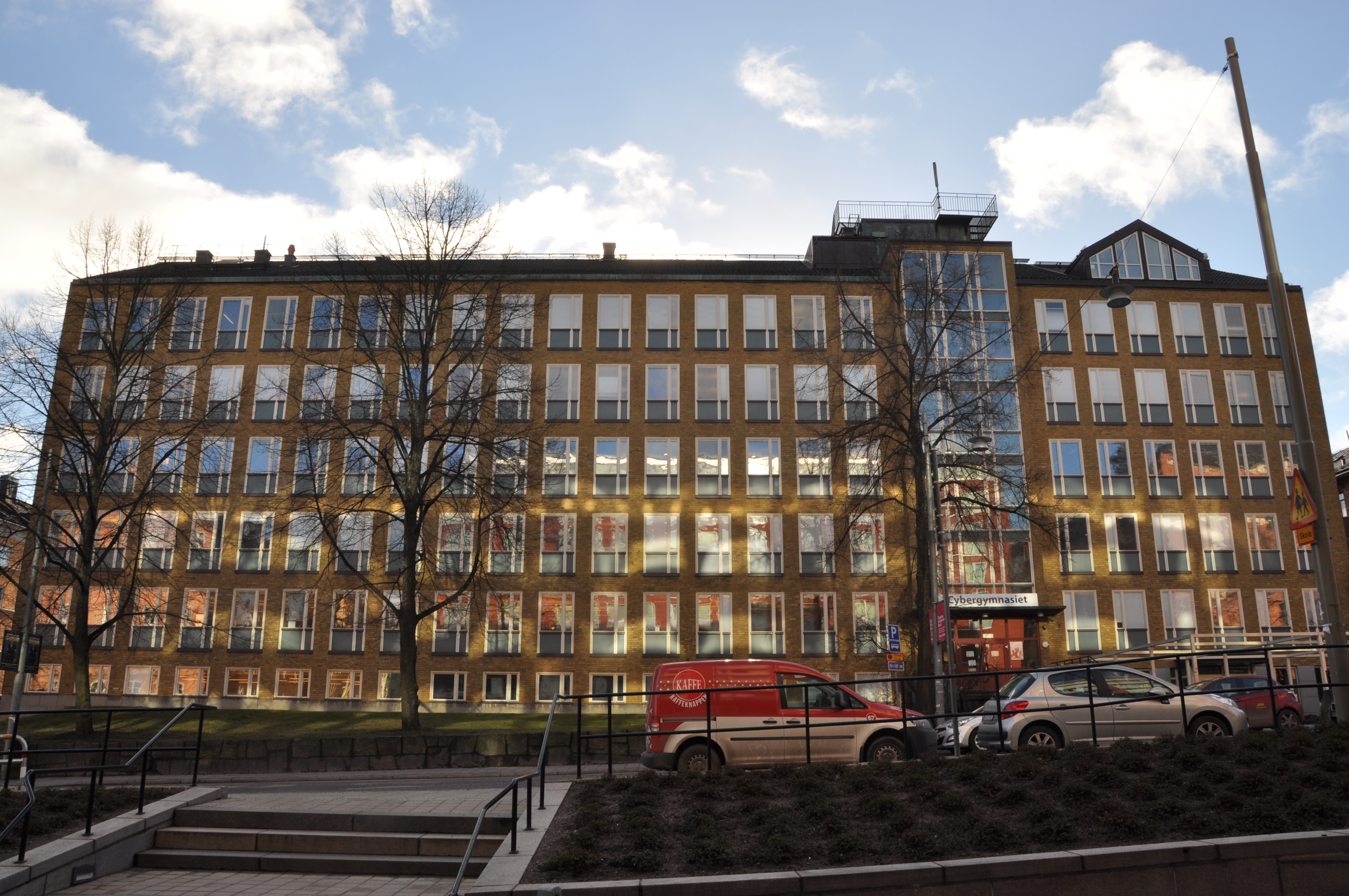
Skolbyggnaden vid Vanadisvägen i Stockholm
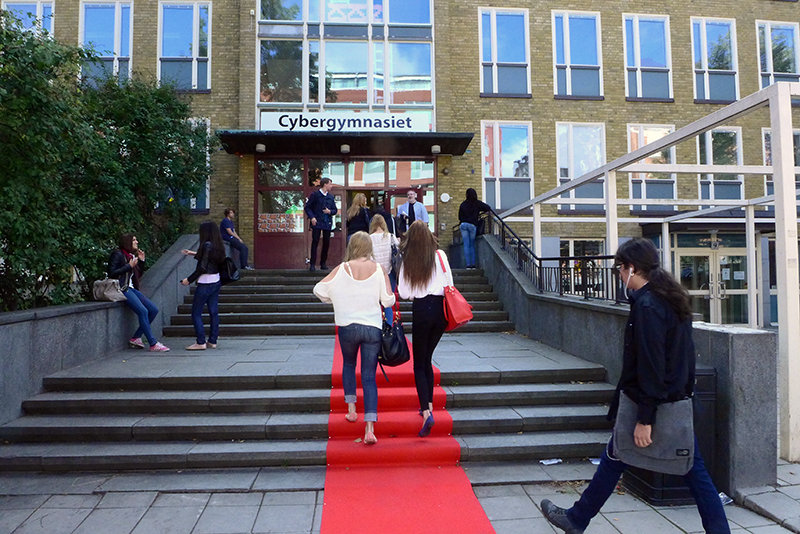
Skolstart HT 2013
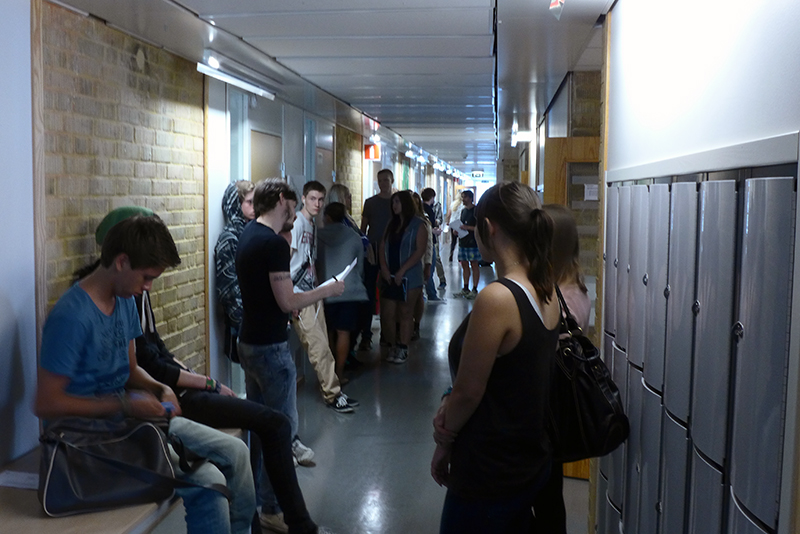
Korridor Stockholm
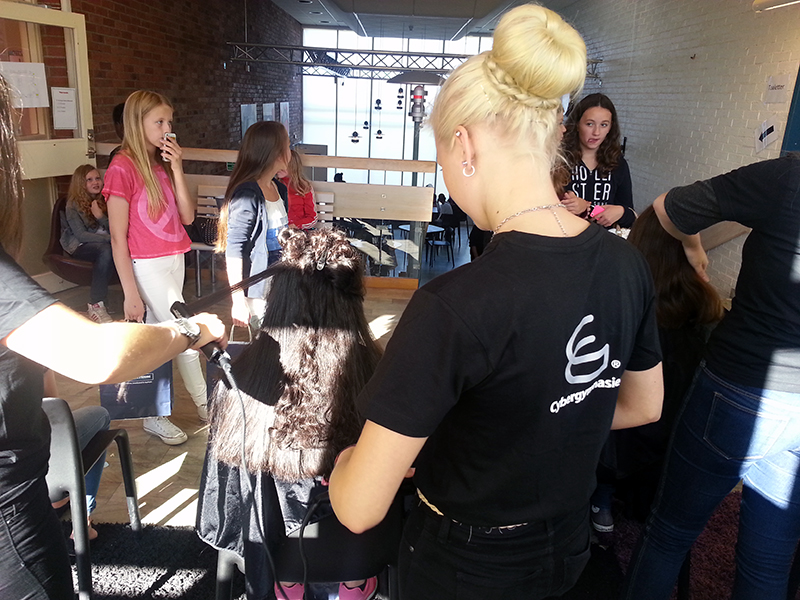
Hantverkselever på Ungdomsmässan